# K-K-K-Katy
K-K-K-Katy è un brano musicale del compositore Geoffrey O'Hara del 1917.

## Descrizione
Il testo della canzone, che emula i difetti di pronuncia di una persona affetta da balbuzie, le hanno fatto guadagnare la reputazione di novelty song; la Canadian Songwriters Hall of Fame sostiene che «si tratta, probabilmente, della canzone balbuziente più famosa di tutti i tempi».

## Composizione
Sebbene K-K-K-Katy risalga al 1917, le fonti riportano informazioni discordanti sul luogo in cui venne scritta. Stando ad alcune di queste, O'Hara avrebbe composto la traccia a Kingston (Ontario); altre riportano che essa ebbe origine a Chatham (Ontario); altre ancora a Fort Oglethorpe (Georgia). Risulta che la traccia venne eseguita per la prima volta nel corso di una festa di beneficenza a Collins Bay, nella municipalità della sopracitata Kingston. Si pensa che la "Katy" citata nella canzone sia un'amica di O'Hara di nome Katherine Richardson.

## Pubblicazione
K-K-K-Katy venne pubblicata nel 1918 sotto forma di dischi per grammofoni. La prima versione registrata della canzone, quella di Billy Murray, entrò nella top 20 dal maggio 1918 fino al gennaio dell'anno seguente, raggiungendo la prima posizione delle classifiche da luglio a settembre.
Ebbero altrettanto successo gli spartiti, che vennero ristampati più volte; questi ultimi la presentavano come «il sensazionale successo balbuziente cantato da soldati e marinai».

## Cover
La traccia fu oggetto di alcune cover. Tra queste si segnalano una versione con testo alterato intitolata K-K-K-Klanswoman, contenuta in un libro di canzoni rivolto alle Women of the Ku Klux Klan (ca. 1924) e una parodia dei Capitol Steps ispirata all'invasione del Kuwait intitolata K-K-Kuwaitis (1990).